# Euwinthemia kreibohmi
Euwinthemia kreibohmi là một loài ruồi trong họ Tachinidae.